# Cocoon (Anna Tsuchiya)
Cocoon  è il settimo singolo della cantante giapponese Anna Tsuchiya. È stato pubblicato in due versioni: un'edizione limitata CD+DVD e una versione col solo CD.

## Tracce
1. Cocoon
2. u
3. Guys

## DVD
- Cocoon (video)